# Sonderforschungsbereich 1266 „TransformationsDimensionen: Mensch-Umwelt Wechselwirkungen in Prähistorischen und Archaischen Gesellschaften“
Der Sonderforschungsbereich 1266 „TransformationsDimensionen – Mensch-Umwelt Wechselwirkungen in Prähistorischen und Archaischen Gesellschaften“ (SFB 1266) ist an der Christian-Albrechts-Universität zu Kiel (CAU) angesiedelt und wird von der Deutschen Forschungsgemeinschaft (DFG) finanziert. In dem Verbundprojekt kooperieren rund 60 Forscherinnen und Forscher aus acht Instituten und der Johanna-Mestorf-Akademie der CAU sowie vom Zentrum für Baltische und Skandinavische Archäologie (ZBSA) und vom Archäologischen Landesmuseum Schloss Gottorf. Darüber hinaus sind die Universitäten Cambridge und Oslo involviert. Sprecher des Sonderforschungsbereichs ist Johannes Müller, Wiebke Kirleis ist die stellvertretende Sprecherin.
Mit einem interdisziplinärem Forschungsansatz untersucht der SFB 1266 die Interaktionen des Menschen mit seiner Umwelt in den Jahren 15.000 v. Chr. bis zum Jahr Null (Christi Geburt). Einerseits werden die Auswirkungen von Umweltveränderungen auf vergangene Kulturen untersucht. Einerseits wird untersucht, wie die Menschen sich an neue Umweltbedingungen anpassten. Andererseits wird erforscht, welche Auswirkung menschliches Handeln auf die Natur besaß und welchen Effekt diese Eingriffe wiederum auf die Lebensbedingungen des Menschen hatten.

## Projektphasen
Die erste Projektphase (2016–2020) wurde von der DFG mit 12 Millionen Euro gefördert. Die Evaluation eines Gremiums der DFG fiel für den SFB 1266 insgesamt positiv aus, nur wenige Teilprojekte wurden eingestellt und fehlen in der zweiten Phase (2020–2024), die mit 14 Millionen Euro von der DFG unterstützt wird. In der ersten Phase wurden zahlreiche Ergebnisse erlangt und in diversen Zeitschriften und Sammelbänden publiziert (Auswahl siehe unten). Es wurden viele international angelegte und angesehene Projekte durchgeführt oder befinden sich noch in der Durchführung. Ebenso wurden einige Konferenzen durchgeführt. Die Aktivitäten verstärkten die internationale Vernetzung. Durch das Projekt haben Forschende ihre wissenschaftlichen Profile geschärft und nahezu alle Doktoranden haben ihre Promotion fristgerecht in der ersten Phase beendet.

## Mediale Aufmerksamkeit
Über die Tätigkeit der Mitglieder des SFB 1266 wird vielfach durch die Medien und in der Presse berichtet, unter anderem durch den NDR und regionale Zeitungen. Darüber hinaus gab es Berichte im Format Terra X mit dem Titel Mächtige Männer – Ohnmächtige Frauen? Neue Fakten aus der Vergangenheit als 43 minütige TV-Dokumentation und auf ARTE mit Geschlechterkonflikt – Frauenbilder der Geschichte als 52 minütige TV-Dokumentation.

## Öffentlichkeitsarbeit
Um einen Teil der Ergebnisse der Öffentlichkeit zugänglich zu machen, hat der SFB 1266 eine interaktive digitale Plattform geschaffen, in der 10 ausgewählte Schwerpunktthemen der Forschung präsentiert werden. Der Name der Ausstellung lautet allesbleibtanders. Die Teilprojekte sind mit vielen Bildern und Hintergrundinformationen ausgestattet.
1. Eiszeitcamping (13,900–10,800 v. u. Z.)
2. Kopflos. Leben und Sterben in Vráble (5200–4900 v. u. Z.)
3. Cities of Quartz. Untergang einer Megasiedlung (3650 v. u. Z.)
4. Dark Ages. Alle Menschen sind gleich? (3600–3000 v. u. Z.)
5. Die Pest – Eine steinalte Pandemie? (3300 v. u. Z.)
6. Klimaflucht – Bei Sonnenschein (2200–500 v. u. Z.)
7. Illumination – Feuerzauber am Grab (1750–1100 v. u. Z.)
8. Rispenhirse – Superfood der Bronzezeit (1500–1200 v. u. Z.)
9. Sehstrahl – Das liegt im Auge des Betrachtenden (300 v. u. Z.)
10. Nagaland – Nordostindien im Wandel (1960–heute)

## Ziele
Der SFB 1266 verfolgt vier zentrale Forschungsziele:
- Focus 1: „Theorie und Modellierung“ (Cluster A): Der Begriff „Transformation“ soll in seinem Bedeutungsspektrum innerhalb sozio-ökonomischer Wechselbeziehungen aus diachroner Perspektive erfasst werden.
- Focus 2: „Transformationen sozioökonomischer Gebilde“ (Cluster B-E): In verschiedenen Fallstudien prähistorischer und archaischer Epochen werden individuelle Indikatoren von Transformationsprozessen untersucht: von Wildbeutern, Garten- und Ackerbauern und frühen Metallurgen bis zu vorstaatlichen und frühstaatlichen Gesellschaften. Räumlich decken die Projekte Gebiete zwischen Arktis und dem Mittelmeer, Spanien und der Ukraine ab.
- Focus 3: „Sozio-ökologische Faktoren des Wandels“ (Cluster F): Im systematischen Vergleich der Fallstudien werden die zeitlichen, räumlichen und sozialen Skalen von Transformation herausgearbeitet und identifiziert.
- Focus 4: „Setting the frame“ (Cluster G): Im Gesamtkontext der gewonnenen Erkenntnisse wird die Geschichte der Mensch-Umwelt-Interaktion und ihrem Wirkungsfeld zwischen 15.000 und 1. v. u. Z. beschrieben.

Die verschiedenen Cluster haben bedeutende wissenschaftliche Erkenntnisse erzielt. Diese sind unter Teilprojekte weiter unten aufgeführt.

## Forschungsumfeld und Nachwuchsförderung
Der SFB 1266 vereint transdisziplinäre Forschungstätigkeiten an acht Instituten der CAU Kiel (Geographie, Geowissenschaften, Klinische Molekularbiologie, Ökosystemforschung und Informatik, Ur- und Frühgeschichte, Klassische Archäologie, Philosophie) und der Johanna-Mestorf-Akademie sowie dem Zentrum für Baltische und Skandinavische Archäologie. Der SFB 1266 profitiert von langjährigen wissenschaftlichen und inhaltlichen Kooperationen der Graduiertenschule „Human Development in Landscapes“ und dem DFG-Schwerpunktprogramm „Frühe Monumentalität und soziale Differenzierung“ (1400). Darüber hinaus sind enge Kontakte mit dem Excellence Cluster ROOTS entstanden. Mit dem Fokus auf prähistorischen und archaischen Transformationsprozessen im Mensch-Umwelt-Wirkungsfeld ist er ein Element des Forschungsschwerpunktes SECC (Socio-Environmental-Cultural Change) der CAU Kiel, in dem die komplexen Zusammenhänge, Muster und Folgen menschlicher Aktion und veränderter Umwelt erforscht werden.
Der SFB 1266 betreibt eine intensive Nachwuchsförderung. 18 Doktoranden haben in der ersten Phase ihre Promotion angetreten und 17 davon haben sie erfolgreich beendet. In der zweiten Phase haben 17 Doktoranden aus sechs verschiedenen Ländern eine Stelle angetreten. Weiterhin beteiligen sich Gastwissenschaftler verschiedener Bereiche, die hier Inspiration finden aber auch Inspiration verleihen.
Zudem befasst sich der SFB 1266 aus archäologischer Perspektive mit Genderthemen. Die im SFB fokussierten Transformationen finden auch im Bereich der Geschlechterrollen und -identitäten statt. Hierzu erfolgte auch eine Publikation (s. u. Publikationsliste).

## Teilprojekte
Neun Clustern (A-Z) gehören 18 Teilprojekte an.

### Cluster A: Theorie und Modellierung
- Teilprojekt A1: Theorien zur Transformation prähistorischer und archaischer Gesellschaften (Teilprojektleitung: Konrad Ott, Henny Piezonka, Maria Wunderlich).
- Teilprojekt A2: Integratives Modellieren sozio-ökologischer Systemdynamiken (Teilprojektleitung: Rainer Duttmann, Oliver Nakoinz).

### Cluster B: Komplexe Wildbeuter
- Teilprojekt B1: Pioniere des Nordens: Veränderungen und Transformationen in Nordeuropa auf Grundlage hochauflösender Datensätze (Teilprojektleitung: Berit Valentin Eriksen, Mara-Julia Weber).
- Teilprojekt B2: Transformationsprozesse spezialisierter Wildbeutergruppen (Harald Lübke, Ulrich Schmölcke).
- Ausgrabungen und Projekte u. a. in Duvensee und dem Ahrensburger Tunneltal (Aufarbeitung Sammlung).

### Cluster C: Einfache Bodenbauer
- Teilprojekt C1: Neolithische Transformationen in der nordmitteleuropäischen Tiefebene (Teilprojektleitung: Cheryl Makarewicz, Johannes Müller).
- Ausgrabungen und Projekte u. a. in Hunte, Oldenburg-Dannau, Parchim-Löddigsee, Duvenseer Moor.
- Teilprojekt C2: Die Dynamik von Siedlungskonzentration und Landnutzung in frühen sesshaften Gemeinschaften des Nordwestlichen Karpatenbeckens (Teilprojektleitung: Martin Furholt, Hans-Rudolf Bork, Maria Wunderlich).
- Ausgrabungen und Projekte u. a. in Vráble, Úľany, Vlkas.

### Cluster D: Frühe Agrarwirtschaft und erste Metallurgen
- Teilprojekt D1: Bevölkerungskonzentration in Tripolye-Cucuteni Großsiedlungen (Teilprojektleitung: Johannes Müller, Robert Hofmann).[16]
- Ausgrabungen und Projekte u. a. in Tripolje, Maidanetske, Stolniceni[17], Sultana.
- Teilprojekt D2: Transformationen sozialer und ökonomischer Praxis im Gebiet der Deutschen Mittelgebirge während des 3. Jahrtausends v. u. Z. (Teilprojektleitung: Christoph Rinne).
- Ausgrabungen und Projekte u. a. in Niedertiefenbach, Altendorf, Wittelsberg.
- Teilprojekt D3: Die Bronzezeit in Nordmitteleuropa: Skalen der Transformation (Teilprojektleitung: Jutta Kneisel).
- Ausgrabungen und Projekte u. a. in Bornhöved[18], Dobbin[19], Bruszczewo.

### Cluster E: Vorstaatliche und staatliche Gesellschaften
- Teilprojekt E3: Transformationen der Beziehungen zwischen Menschen und Landschaft zwischen dem 7. und 1. Jahrhundert v. Chr. im östlichen Mittelmeerraum (Teilprojektleitung: Lutz Käppel, Patric-Alexander Kreuz, Claas Lattmann).
- Teilprojekt E4: Interregionaler Vergleich eisenzeitlicher Transformationen: vom mediterranen Etrurien bis zum baltischen Dänemark (Teilprojektleitung: Oliver Nakoinz, Simon Stoddart).

### Cluster F: Sozio-ökologische Faktoren des Wandels
- Teilprojekt F1: Klimabedingte Einschränkungen sozio-ökologischer Transformationen im westlichen Mittelmeerraum und mögliche Auswirkungen auf Mitteleuropa (Teilprojektleitung: Jutta Kneisel, Christoph Rinne, Ralph R. Schneider, Mara Weinelt).
- Ausgrabungen und Projekte u. a. auf der Iberischen Halbinsel (u. a. Monte de Contenda)[20].
- Teilprojekt F2: Sozio-ökologische Transformationen und gegenseitige Abhängigkeiten (Teilprojektleitung: Hans-Rudolf Bork, Walter Dörfler, Wiebke Kirleis).
- Projekte u. a. in Maidanetske, Vráble, Oldenburg-Dannau, Wangels, Duvenseer Moor, Bruszczewo[21].
- Teilprojekt F3: Dynamik der Pflanzenökonomie in prähistorischen und archaischen Gesellschaften (Teilprojektleitung:Wiebke Kirleis).
- Teilprojekt F4: Die Erforschung von Infektionskrankheiten des Menschen durch die Analyse alter Genome und Skelettpathologien (Teilprojektleitung: Katharina Fuchs, Ben Krause-Kyora, Almut Nebel).
- Projekte u. a. zu Pest (Yersinia pestis)[22], Hepatitis B[23], Ancient Rare Diseases (ARD)[24], Paratyphus[25].
- Teilprojekt F5: Die soziale Dimension technologischen Wandels (Teilprojektleitung: Berit Valentin Eriksen, Wiebke Kirleis, Johannes Müller).
- Teilprojekt F6: Populations Dynamiken und sozioökologische Transformationen (Teilprojektleitung: Tim Kerig, Johannes Müller).

### Cluster G: Methodenentwicklung
- Teilprojekt G1: Zeitskalen des Wandels – Die Chronologie kultureller und ökologischer Transformationen (Teilprojektleitung: John Meadows)
- Teilprojekt G2: Geophysikalische Prospektionen, Klassifikation und Validation von Siedlungshinterlassenschaften in sich wandelnden Umgebungen (Teilprojektleitung: Wolfgang Rabbel, Dennis Wilken,  Tina Wunderlich)
- Projekte u. a. in Duvenseer Moor, Schneiderberg (Baalberge), Úľany, Vlkas, Maidanetske.

### Cluster Z: „Zentrale Aufgaben und Datenmanagament“
- Teilprojekt Z2: Datenmanagement und Präsentation. Das Landscape Archaeology Geoportal 'LandMan' als Service für den SFB (Teilprojektleitung: Rainer Duttmann,  Matthias Renz).
- Teilprojekt Ö: Wissenschaftskommunikation und Öffentlichkeitsarbeit (Teilprojektleitung: Wiebke Kirleis,  Johannes Müller).

## Publikationen
Der SFB 1266 veröffentlicht seine Monografien und Sammelwerke im Verlag Sidestone Press. Alle Publikationen stehen auf den Seiten dieses Verlags kostenlos zum Download bereit.

### Monografien
- S. Schultrich: Das Jungneolithikum in Schleswig-Holstein, Scales of Transformation in Prehistoric and Archaic Societies 01. Leiden: Sidestone Press. (Online), 2018.
- J. Kleijne: Embracing Bell Beaker: Adopting new ideas and objects across europe during the later 3rd millennium BC (c. 2600-2000 BC), Scales of Transformation in Prehistoric and Archaic Societies 02. Leiden: Sidestone Press. (Online), 2019.
- M. Wunderlich: Megalithic monuments and social structures. Comparative studies on recent and Funnel Beaker societies, Scales of Transformation in Prehistoric and Archaic Societies 05. Leiden: Sidestone Press. (Online), 2019.
- R. Ohlrau: Maidanets'ke. Development and decline of a Trypillia mega-site in Central Ukraine, Scales of Transformation in Prehistoric and Archaic Societies 07. Leiden: Sidestone Press. (Online), 2020.
- K. Fuchs: Interdisciplinary analysis of the cemetery Kudachurt 14. Evaluating indicators of social inequality, demography, oral health and diet during the Bronze Age key period 2200-1650 BCE in the Northern Caucasus, Scales of Transformation in Prehistoric and Archaic Societies 11. Leiden: Sidestone Press. (Online), 2020.
- L. Shatilo: Tripolye Typo-chronology. Mega and Smaller Sites in the Sinyukha River Basin, Scales of Transformation in Prehistoric and Archaic Societies 12. Leiden: Sidestone Press. (Online), 2021.
- C. Drummer: Vom Kollektiv zum Individuum. Transformationsprozesse am Übergang vom 4. zum 3. Jahrtausend v. Chr. in der Deutschen Mittelgebirgszone, Scales of Transformation in Prehistoric and Archaic Societies 13. Leiden: Sidestone Press. (Online), 2022.
- H. Skorna: The Life and Journey of Neolithic Copper Objects. Transformations of the Neuenkirchen Hoard, North-East Germany (3800 BCE), Scales of Transformation in Prehistoric and Archaic Societies 15. Leiden: Sidestone Press. (Online), 2022.
- S. Schaefer-Di Maida: Unter Hügeln. Bronzezeitliche Transformationsprozesse in Schleswig-Holstein am Beispiel des Fundplatzes von Mang de Bargen (Bornhöved, Kr. Segeberg), Scales of Transformation in Prehistoric and Archaic Societies 16. Leiden: Sidestone Press. (Online), 2023.
- J. Müller: Separation, hybridisation, and networks. Globular Amphora sedentary pastoralists ca. 3200-2700 BCE, Scales of Transformation in Prehistoric and Archaic Societies 17. Leiden: Sidestone Press. (Online), 2023.

### Sammelbände
- S. Kadrow, J. Müller: Habitus? The Social Dimension of Technology and Transformation, Scales of Transformation in Prehistoric and Archaic Societies 03. Leiden: Sidestone Press. (Online), 2019.
- M. Dal Corso, W. Kirleis, J. Kneisel, N. Taylor, M. Wieckowska-Lüth, M. Zanon: How's Life? Living Conditions in the 2nd and 1st Millennia BCE, Scales of Transformation in Prehistoric and Archaic Societies 04. Leiden: Sidestone Press. (Online), 2019.
- J.K. Koch, W. Kirleis: Gender Transformations in Prehistoric and Archaic Societies, Scales of Transformation in Prehistoric and Archaic Societies 06. Leiden: Sidestone Press. (Online), 2019.
- M. Spataro,  M. Furholt: Detecting and explaining technological innovation in prehistory, Scales of Transformation in Prehistoric and Archaic Societies 08. Leiden: Sidestone Press. (Online), 2020.
- M. Furholt, I. Cheben, J. Müller, A. Bistáková, M. Wunderlich, N. Müller-Scheeßel: Archaeology in the Žitava valley I. The LBK and Želiezovce settlement site of Vráble, Scales of Transformation in Prehistoric and Archaic Societies 09. Leiden: Sidestone Press. (Online), 2020.
- A. Haug,  A.  Müller: Hellenistic Architecture and Human Action. A Case of Reciprocal Influence, Scales of Transformation in Prehistoric and Archaic Societies 10. Leiden: Sidestone Press. (Online), 2020.
- W. Kirleis, M. Dal Corso, D. Filipović: Millet and What Else? The Wider Context of the Adoption of Millet Cultivation in Europe, Scales of Transformation in Prehistoric and Archaic Societies 14. Leiden: Sidestone Press. (Online), 2022.
- L. C. Schmidt, A. Rutter, L. Käppel, O. Nakoinz: Mediterranean Connections. How the sea links people and transforms identities, Scales of Transformation in Prehistoric and Archaic Societies 18. Leiden: Sidestone Press. (Online), 2023.

- R. Hofmann, W. Kirleis, J. Müller, V. Rud, S. Ţerna†, M. Videik: From Ros to Prut. Transformations of Trypillia settlements, Scales of Transformation in Prehistoric and Archaic Societies 19. Leiden: Sidestone Press. (Online), 2024.
- I. Cheben, M. Furholt, K. Rassmann, A. Bistakova, M. Wunderlich, N. Müller-Scheeßel: Archaeology in the Žitava valley II. The neolithic landscape of south-western Slovakia, Scales of Transformation in Prehistoric and Archaic Societies 20. Leiden: Sidestone Press. (Online), 2024.

- K. Furholt, M. L. C. Depaermentier, M.Kempf, M. Furholt: Beyond heterogeneities. New perspectives on social and cultural diversity from the Neolithic to the Bronze Age in the Carpathian Basin, Scales of Transformation in Prehistoric and Archaic Societies 21. Leiden: Sidestone Press. (Online), 2024.